# Francolinus albogularis
Francolinus albogularis là một loài chim trong họ Phasianidae.